# Tim Cheveldae
Timothy M. "Tim" Cheveldae, född 15 februari 1968, är en kanadensisk före detta professionell ishockeymålvakt som tillbringade nio säsonger i den nordamerikanska ishockeyligan National Hockey League (NHL), där han spelade för Detroit Red Wings, Winnipeg Jets och Boston Bruins. Han släppte in i genomsnitt 3,49 mål per match och höll nollan (inte släppt in ett mål under en match) tio gånger på 340 grundspelsmatcher.
Cheveldae spelade också för Adirondack Red Wings och Hershey Bears i American Hockey League (AHL); Fort Wayne Komets och Las Vegas Thunder i International Hockey League (IHL) och Saskatoon Blades i Western Hockey League (WHL).
Han draftades av Detroit Red Wings i fjärde rundan i 1986 års draft som 64:e spelare totalt.
Efter spelarkarriären arbetade han för Saskatoon Blades mellan 2011 och 2019 som assisterande tränare och målvaktstränare.